# Tomás Saraceno
Tomás Saraceno (San Miguel de Tucumán, 1973) és un argentí artista contemporani els projectes del qual, que consisteixen en escultures flotants, col·laboracions internacionals i instal·lacions interactives, proposar i dialogar amb formes d'habitar i percebre l'entorn que s'han suprimit en l'època capitalocè.
Des de fa més de dues dècades, Saraceno ha activat projectes orientats a una col·laboració ètica amb l'atmosfera, entre els quals destaquen les sèries d'escultures Cloud Cities (2002–) i Museo Aero Solar (2007–), una comunitat- iniciativa organitzada que transforma les bosses de plàstic de deixalles en escultures aerosolars voladores. Més tard, aquests projectes es van convertir en la Fundació Aerocene, una organització sense ànim de lucre dedicada a la creació de comunitats, la investigació científica i les experiències artístiques. Juntament amb Saraceno el 2020, Aerocene va llançar el vol certificat i sense connexió Fly with Aerocene Pacha, aconseguint trenta-dos rècords mundials en les categories Femenina i General per a la distància, la durada i l'altitud del vol, aixecat només amb la calor del sol i l'aire.
Saraceno també és conegut pel seu interès per les aranyes i les seves teranyines, que va donar lloc a la formació de la comunitat interdisciplinària Arachnophilia, una iniciativa impulsada per la investigació que perfecciona conceptes i idees relacionades amb les aranyes i les seves teranyines a través de diferents formes de coneixement i múltiples arts, científics i disciplines teòriques. En particular, Saraceno va col·laborar amb investigadors de l'Institut Fotogramètric de la TU Darmstadt per desenvolupar l'Spider/Web Scan, una nova tècnica tomogràfica que va permetre, per primera vegada, fer models 3D precisos de teranyines complexes. Mitjançant Arachnophilia, Saraceno implica el públic internacional per desenvolupar una comprensió més profunda del paper que juguen les aranyes dins de la nostra xarxa còsmica de la vida, mitjançant iniciatives com Mapping Against Extinction tal com es presenta a l'aplicació Arachnomancy del projecte.

## Educació i carrera artística
Tomás Saraceno va estudiar arquitectura a la Universidad Nacional de Buenos Aires entre 1992 i 1999, després va estudiar art i arquitectura en un programa de postgrau a l'Escola Superior de Belles Arts de la Nación Ernesto de la Cárcova, ambdós cursos es van fer a Buenos Aires. Aires. Saraceno es va traslladar a Europa per completar els seus estudis de postgrau a la Städelschule d'Alemanya. Allà, va ser dirigit per Daniel Birnbaum (comissari de la 53a Biennal de Venècia) i va estudiar amb els professors Thomas Bayrle i Ben van Berkel.
Les primeres instal·lacions de Saraceno es van exposar a la Biennal d'Arquitectura de Venècia el 2002 i de nou a la Biennal d'Art de Venècia el 2003, així com a la Biennal de São Paulo de 2006. El 2003-2004 Saraceno va participar al curs "Progettazione e Produzione delle Arti Visive" (Disseny i producció d'arts visuals), impartit per Hans Ulrich Obrist i Olafur Eliasson a la Instituto Universitario di Architettura di Venezia (IUAV).
L'artista va establir el seu estudi a Frankfurt del Main el 2005 i posteriorment traslladat a Berlín el 2012, on es va traslladar a l'antic edifici administratiu d'Actien-Gesellschaft für Anilin-Fabrication (AGFA) a Berlín-Rummelsburg. Un equip de membres de l'estudi d'origen multidisciplinari, que inclou dissenyadors, arquitectes, antropòlegs, biòlegs, enginyers, historiadors de l'art, escriptors i músics treballen directament amb Saraceno a l'entorn híbrid de l'estudi.
El 2009, va assistir al Programa d'Estudis Espacials Internacionals al Centre Ames de la NASA (Silicon Valley, Califòrnia). Aquest mateix any, Saraceno va exposar a la 53a Biennal de Venècia d'Art Fare Mondi/Making Worlds, comissariada per Daniel Birnbaum, i va guanyar el Premi Calder.
En les últimes dues dècades, Saraceno ha col·laborat amb l'Institut Tecnològic de Massachusetts, Max Planck Institute, Nanyang Technological University, Imperial College London and the Natural History Museum London.
Ha impartit conferències a institucions d'arreu del món i ha dirigit l'Institute of Architecture-related Art (IAK) a la Universitat Tecnològica de Braunschweig, Alemanya (2014–2016)
Ha realitzat residències al Centre National d'Études Spatiales (CNES) (2014–2015), MIT Center for Art, Science & Technology (2012–en curs) i Atelier Calder (2010).

## Aerocene
La Fundació Aerocene és una iniciativa sense ànim de lucre iniciada per Tomás Saraceno l'any 2015, que té com a objectiu explorar qüestions ambientals científicament i artísticament a través d'una comunitat internacional diversa d'artistes, arquitectes, geògrafs, filòsofs, pensadors, científics especulatius, exploradors, aeronàutics i tecnòlegs. Les activitats del projecte inclouen la prova i la circulació d'escultures aerosolars que s'eleven a la calor del Sol i la radiació infraroja de la superfície de la Terra.
Les escultures aerosolars es van presentar oficialment durant la Conferència sobre el Canvi Climàtic de les Nacions Unides COP21, al Grand Palais de París, 2015, després que un prototip similar fos provat el novembre a les dunes de White Sands de Nou Mèxic. El 8 de novembre de 2015, va batre els rècords mundials en aconseguir el vol certificat més llarg i sostenible (sense combustible fòssil, panells solars, heli ni bateries) mai registrat: durant aproximadament 2 hores i 15 minuts, set persones van ser aixecades al paisatge desèrtic de White Sands. Amb una sustentació neta de més de 250 kg, la càrrega útil de l'escultura solar "D-O AEC Aerocene" no té precedents en la llarga història d'intents de vol tripulat en globus solars.
El projecte ha evolucionat a partir de la residència de Tomás Saraceno a L'Observatoire de l'Espace, CNES. Dirigit per Saraceno, l'equip del projecte està format per científics i enginyers líders, inclosa la col·laboració amb el Massachusetts Institute of Technology (MIT) - Departament de Ciències de la Terra, Atmosfèriques i Planetàries (EAPS), Braunschweig University of Technology - Institut de Art relacionat amb l'arquitectura (IAK), Acadèmia TBA21, Lluna Roja i nombroses universitats, centres de recerca, institucions culturals i d'art i museus d'arreu del món.

### Vola amb Aerocene Pacha
El 28 de gener de 2020, des del Salar d'Uyuni a Salinas Grandes de Jujuy, Argentina, Saraceno va liderar el primer vol lliure tripulat del món amb energia solar durant el Fly with Aerocene Pacha.
Utilitzant només energia solar i aire, la pilot Leticia Marques es va aixecar del terra amb l'escultura aerosolar de Saraceno titulada Aerocene Pacha. La tecnologia de globus aerosolars, lliure de qualsevol dependència dels derivats dels combustibles fòssils de carboni, va fer servir la calor dels raigs solars per escalfar l'aire dins del globus, amplificat encara més per la superfície blanca reflectant del llac salat. El vol va establir trenta-dos rècords mundials en setze minuts, certificats per la Fédération Aéronautique Internationale (FAI) en classe A (globus lliures) en les categories Femenina i General per a la distància, durada i altitud del vol.
L'obra d'art es va anomenar Aerocene Pacha, després de la Fundació Aerocene de Saraceno i del concepte andí del cosmos, Pacha. Saraceno va treballar conjuntament amb representants locals de 33 comunitats indígenes de les Salinas Grandes per al projecte, incloent-hi Tres Pozos, Inti Killa de Tres Morros (El Moreno), Pozo Colorado i San Miguel del Colorado. Els membres d'aquestes comunitats van obrir l'esdeveniment de llançament del vol amb cerimònies rituals per beneir Pachamama, la mare terra. També es van manifestar per protestar per l'explotació de les seves terres i drets tradicionals per part de les indústries extractives. Aerocene Pacha va volar amb el seu eslògan "L'aigua i la vida valen més que el liti".
En l'acte va intervenir Lali Chalabe, representant legal de les comunitats indígenes de Salinas Grandes, a més de la professora Maristella Svampa, escriptora i teòrica argentina especialitzada en extractivisme i drets indígenes.
L'experiment va ser encarregat per les superestrelles del K-Pop BTS, a través del projecte d'art públic global, anomenat CONNECT BTS, que donava suport a projectes d'art a cinc ciutats del món.

### Museu Aero Solar
El grup "Museo Aero Solar" és una comunitat internacional de codi obert, iniciada l'any 2008 per Tomás Saraceno en conversa amb Alberto Pesavento. La comunitat organitza esdeveniments arreu del món per convertir les bosses de plàstic en escultures més lleugeres que l'aire, creant museus voladors en l'aire. Enviant un missatge per la sostenibilitat, Museo Aero Solar recupera i transforma un contaminant. La col·lecció resultant inclou més de 20.000 bosses de plàstic extretes de països com Colòmbia, Cuba, França, Alemanya, Itàlia, Àustria, Palestina, Suïssa, els Emirats Àrabs Units i els Estats Units, entre d'altres.

### Escultures aerosolars
Les escultures aerosolars es van presentar oficialment durant la Conferència de les Nacions Unides sobre el Canvi Climàtic COP21, al Grand Palais, París, 2015, poc després de la prova del primer prototip mundial (el D-0 AEC) a les Dunes de White Sands de Nou Mèxic. El 8 de novembre de 2015, el D-0 AEC va fer el seu viatge inaugural com el vol més sostenible, sense combustibles fòssils, panells solars, heli ni bateries: durant aproximadament 2 hores i 15 minuts, set persones van ser aixecades a White Sands, paisatge desèrtic només a través de la calor del sol. Amb una sustentació neta de més de 250 kg, la càrrega útil de l'escultura aerosolar D-0 AEC no té precedents en la llarga història d'intents de vol de globus solars tripulats.

### Motxilla Aerocene
La motxilla Aerocene és un equip de vol. Els participants poden piratejar el paquet de dispositius, crear els seus propis sensors lleugers i aixecar-los. Les dades recollides amb la motxilla Aerocene es poden penjar i compartir amb la comunitat en línia de codi obert d'Aerocene, mitjançant un lloc web interactiu que anima els participants de tot el món a compartir els seus experiments, fotos i vídeos, comentaris i innovacions.

### Aplicació Aerocene
A partir del 2012 i basada en un concepte i investigació a llarg termini de l'artista Tomás Saraceno, l'aplicació Aerocene es basa en el Float Predictor, una eina digital en línia desenvolupada per la Fundació Aerocene i l'estudi Tomás Saraceno en col·laboració amb Lodovica Illari, Glenn Flierl, i Bill McKenna del Departament de Ciències de la Terra, Atmosfèriques i Planetàries (EAPS) de l'Institut Tecnològic de Massachusetts (MIT), juntament amb el Centre d'Art, Ciència i Tecnologia (CAST) amb el suport addicional de l'Imperial College London, Radioamateur i el Societat britànica d'alta altitud.
L'aplicació Aerocene desenvolupada per Tomas Saraceno consisteix en un sistema de pronòstic global que utilitza dades meteorològiques obertes per predir les trajectòries de vol d'escultures aerosolars que circulen per tot el món sense emissions de CO2. L'aplicació incorpora informació en temps real de les previsions de 16 dies de velocitats del vent a diferents altituds.

## Aracnofília
Arachnophilia és una comunitat d'investigació interdisciplinària i sense ànim de lucre d'aranya/web. A partir de les innovacions sorgides de la investigació col·laborativa de Saraceno en arquitectures, materials, maneres de senyalització vibratòria i comportament, l'objectiu ampli de l'Aracnofília és augmentar la visibilitat i canviar la percepció de les persones sobre les aranyes i les teranyines en el context de l'actual crisi ecològica.

### Webs híbrides
El resultat secundari de la investigació realitzada al Laboratori de Recerca d'Aràcnids són les Xarxes híbrides, el terme col·lectiu per a una sèrie d'escultures ideades per Saraceno. Cada escultura, feta íntegrament amb seda d'aranya, està dissenyada per aparèixer com una galàxia geomètrica única flotant en un espai infinit. Crear les escultures significa incorporar teles teixides per aranyes socials, asocials o entre ambdues. Durant el període de construcció, les escultures es giren a cada costat, permetent que la gravetat ajudi a l'entrellaçament de la seda de diferents tipus d'aranya. Els títols de les obres revelen les característiques tècniques de cada element escultòric; el gènere i les espècies d'aranyes emprades i el temps que triga cada aranya a completar la seva xarxa. L'escultura final és, per tant, l'emblema d'una trobada que, d'altra manera, no hauria tingut èxit, i en conseqüència impulsa una reflexió sobre la convivència humana amb nosaltres mateixos i el món natural.
Webs híbrides s'han exposat a tot el món:
- "May you live in interesting times", Biennal de Venècia, comissariada per Ralph Rugoff (2019).
- "ON AIR", Carte blanche a Tomás Saraceno al Palais de Tokyo, comissariada per Rebecca Lamarche-Vadel (2018-2019).
- Tanya Bonakdar Gallery, Nova York i al Palais de Tokyo, París (2018).
- Pinksummer Contemporary Art, Roma (2016).
- Biennal de Disseny d'Istanbul, Istanbul (2016).
- 11a Biennal de Xangai, Xangai (2016).
- Museu Senckenberg, Frankfurt (2016).
- UC Berkeley Art Museum i Pacific Film Archive, Berkeley, EUA (2016).
- MARCO, Museu d'Art Contemporani, Monterrey, Mèxic (2016).
- Centre Cultural; Espace Muraille, Ginebra (2015).
- Biennal d'Arquitectura de Chicago, Chicago (2015).
- Museu del Louvre, París (2015).
- Georg Kolbe Museum, Berlín (2014).
- Museo di Villa Croce, Gènova, Itàlia (2014).
- Esther Schipper, Berlín (2012).

### Aplicació d'aracnomància
Amb motiu de la Biennal de Venècia 2019, Tomás Saraceno va llançar l'aplicació Aracnomància. A través d'aquesta aplicació, s'anima els usuaris a notar, documentar i cartografiar les teranyines que troben tant en espais salvatges com urbans. Aquesta aplicació també utilitza els arxius de biotremologia d'Arachnophilia per realitzar modes vibratoris de comunicació entre espècies que els dispositius mòbils fan possibles
A mesura que els usuaris pugen imatges, l'equip d'Arachnophilia intenta afegir espècies o informació tipogràfica web i context geogràfic, sempre que sigui possible. Aquestes fotos i dades omplen un mapa global dinàmic. Al seu torn, aquest mapa i les dades que recull tenen el potencial de generar un recurs i una eina important per als investigadors que fan el seguiment de la diversitat d'espècies: un arxiu dinàmic de la biodiversitat de les teranyines.

### Arachnid Orchestra Jam Session
Saraceno també ha desenvolupat una línia d'investigació sobre les propietats sonores de les teles d'aranya. En col·laboració amb aracnòlegs, músics i enginyers de so amb seu a Singapur i altres llocs, Saraceno ha aprofitat les propietats estructurals de la seda d'aranya, transformant la web en un instrument musical. Atès que les aranyes no posseeixen un sistema auditiu, perceben el món que les envolta amb pressió i vibracions que provenen del seu propi moviment, per exemple l'arrancada de la web. Per tant, una teranyina és un objecte sensorial, una extensió del cos d'una aranya i les vibracions comunicades mitjançant aquesta pràctica s'utilitzen per a l'atracció, la caça i altres interaccions socials. Saraceno ha aconseguit amplificar aquestes vibracions inaudibles i trepitjades en ritmes acústics. Això va ser presentat per Saraceno a la 'Arachnid Orchestra Jam Session', comissariada per Ute Meta Bauer al NTU Center for Contemporary Art Singapore (2015). L'objectiu d'aquesta exposició, que incloïa una sèrie d'actuacions en directe, era superar els límits de la comunicació entre espècies. Aquesta visió dels modes de comunicació no humans va ajudar a formular una comprensió més complexa de la cohabitació entre espècies, una idea al capdavant de la visió de Saraceno.
Aquesta investigació també s'ha presentat a la gran exposició individual 'Cosmic Jive' al Museu d'Art Contemporani de Villa Croce (2014) i a la primera exposició individual de Saraceno a la seva Argentina natal titulada 'How to Entangle the Universe in a Spider Web' al Museo de Arte Moderno, Buenos Aires (2017).

### Nggàm dù
L'any 2021 es va posar en marxa el projecte comunitari de durada Nggàm dù com a part del programa d'Immersió del Berliner Festspiele. Descrit com "un portal web per, amb i per als endevinadors d'aranyes de Somié, Camerun", Nggàm dù convida el públic a conèixer la pràctica històrica i transgeneracional de l'endevinació ŋgam dù que es practica a través de les terres frontereres del Camerun i Nigèria, consultar amb l'oracle de l'aranya per a una donació i, al seu torn, donar suport a projectes locals a tot el poble.

## Treballs i projectes seleccionats

### Ciutats en núvol
El projecte de recerca artística a llarg termini de Saraceno (2002-present) s'inspira en Buckminster Fuller i altres arquitectes radicals. L'objectiu del projecte és crear una ciutat modular i transnacional als núvols, la realització de la qual seria un nou model de pràctiques constructives alliberadores i sostenibles.
L'exposició Cloud Cities, presentada a Hamburger Bahnhof - Museum für Gegenwart de Berlín (2011–12), va consistir en una col·lecció de formes geomètriques inflades que desafien les nocions de lloc, espai, futur i gravetat. A través de l'exposició, Saraceno ha volgut explicar com viu l'ésser humà en combinació amb el seu entorn.
Com assenyala el comissari i historiador de l'art Moritz Wesseler, "un aspecte que és de gran importància per a Saraceno en aquest context és que la forma i la mida de la ciutat es poden canviar contínuament, sotmetent les idees convencionals sobre els límits i els territoris a un escrutini crític. (...) Les obres que crea com a part d'aquesta exploració es poden considerar com a components per a la futura ciutat-núvol que es poden reunir per crear el complex desitjat en la seva totalitat, però els components també existeixen de manera aïllada, com a escultures independents o instal·lacions, demostrant forces i qualitats pròpies que els converteixen en construccions molt fascinants."

### Observatori/ciutat aeroportuària
Relacionat amb Cloud Cities, Saraceno va llançar una exposició 'Observatory/Air-Port-City' a la Hayward Gallery, Londres (2008). L'exposició estava formada per una col·lecció d'esferes, cadascuna d'elles allotjava unitats residencials autònomes. La xarxa de cèl·lules habitables sura a l'aire, combinant-se i recombinant-se com núvols, construint un aeroport volador. Aquesta és la visió utòpica de Saraceno: crear un nou nomadisme aerotransportat.

### Al terrat: Ciutat dels núvols
Saraceno va exposar "On the Roof: Cloud City" a l'Iris i B Gerald Cantor Roof Garden al Metropolitan Museum of Art (MET) de la ciutat de Nova York (2012). Aquest consistia en una constel·lació de setze grans mòduls interconnectats composts per segments de vidre i tallats en formes geomètriques no idèntiques subjectades per juntes d'acer, reforços i cables d'acer. Els visitants van poder recórrer la instal·lació, que pren la seva forma a partir de bacteris, núvols, universos, escuma i xarxes de comunicació neuronal.

### En òrbita
In Orbit, instal·lat des del juny de 2013 a K21 Ständehaus, Düsseldorf, abasta les investigacions de Saraceno sobre urbanisme, enginyeria natural i comunicació. Comissariada per Marion Ackermann, la instal·lació es troba a més de 25 metres per sobre de la plaça del K21.
La instal·lació de Saraceno combina l'estructura d'una teranyina amb la visió de Cloud Cities. Més de 400.000 visitants de l'exposició han passejat, escalat, posat sobre una xarxa de 2.500 metres quadrats, esquitxada d'enormes esferes inflades de PVC. El moviment de cada participant és sentit pels altres, mostrant un potencial per a nous modes de comunicació humana.

### A l'escuma de l'espai-temps
'On Space Time Foam', una instal·lació de Saraceno i comissariada per Andrea Lissoni, es va inspirar en la forma cúbica de l'espai expositiu de HangarBicocca, Milà, que hi va aparèixer el 2013. L'estructura estava composta per tres nivells de pel·lícula fina i clara fixada a les parets i flotant a una alçada de 14 a 20 metres, amb una superfície de 400 metres quadrats. Els visitants van tenir accés a tres nivells de l'obra d'art, trobant-se en l'aire, afavorint la pèrdua de coordinació espacial.
HangarBicocca té una forma cúbica.
El cub, una forma geomètrica que sovint utilitzen els científics per representar els conceptes d'espai i temps, va inspirar a Saraceno a crear una instal·lació en què els moviments dels visitants representen la variable temporal, introduint així el concepte de l'quarta dimensió dins de l'espai tridimensional. El títol de l'obra es pot remuntar a la mecànica quàntica sobre els orígens de l'univers, distingida per la idea de partícules subatòmiques de moviment extremadament ràpid que poden desencadenar canvis en la matèria espaciotemporal. . Inspirat lliurement en aquestes teories, Saraceno fa visibles metafòricament els seus moviments. La instal·lació és un dispositiu que qüestiona certeses de percepció; és un element que modifica l'arquitectura que el conté, una estructura que fa de les interrelacions entre les persones i l'espai visible, un intent de superar les lleis de la gravetat.
Tal com ha explicat l'artista, "les pel·lícules que constitueixen el nucli viu dHangarBicocca estan constantment alterades pel clima i el simple moviment de les persones. Cada pas, cada respiració, modifica tot l'espai: és una metàfora de com afecten les nostres interrelacions. la Terra i altres universos".

### Campana solar
Saraceno ha desenvolupat una escultura voladora Solar Bell feta de materials lleugers i sostenibles El seu disseny es basa en el tetraedre modular, o piràmide de quatre costats, inventat per Alexander Graham Bell durant les seves primeres investigacions sobre el vol tripulat. Bell va fer descobriments importants en el camp de l'aviació i la construcció de marcs, i es va trobar amb l'estructura geomètrica més forta coneguda al cosmos, l'armadura d'octet. Aquest era el mateix spaceframe que Buckminster Fuller va seguir més tard per a la seva cúpula geodèsica.
'Solar Bell' va ser el projecte final d'una sèrie d'obres d'art creades per acompanyar l'ampliació del Port de Rotterdam amb la construcció de Maasvlakte 2 als Països Baixos el 2013.
Solar Bell Ensemble, Contemporary Arts Center, Cincinnati, EUA 2016.

### Plaça Voladora
Inspirat per Solar Bell, Saraceno va desenvolupar la idea de ciutats senceres construïdes sobre estructures més lleugeres que l'aire i tecnologies d'energia sostenible, aixecades pel vent i suspeses per sobre de la superfície de la Terra. Aquesta 'plaça voladora' representa una indagació sobre l'espai públic, que segons la visió de Saraceno, es pot erigir de maneres alternatives i lliures de fòssils. Saraceno imagina els espais d'habitatges com nous paisatges celestes urbans: edificis voladors elevats només per l'energia eòlica, que esborren els límits definits per la geopolítica i comencen a respondre a les especificitats locals.

### Quietud en moviment - Ciutats núvols
Stillness in Motion — Cloud Cities, va ser llançat per Saraceno i comissariat per Joseph Becker al San Francisco Museum of Modern Art (SFMoMA), San Francisco el 2016. Organitzat pel departament d'Arquitectura i Disseny de SFMOMA, l'exposició inclou una instal·lació immersiva de núvols específics del lloc d'estructures de tensió suspeses i escultures flotants, així com exploracions de les intricades construccions de teranyines.

## Exposicions
L'obra de Saraceno ha estat àmpliament exposada internacionalment en exposicions individuals i col·lectives. Més notablement, aquests inclouen:
- Particular Matter(s) a The Shed, Nova York, comissariada per Emma Enderby (2022).
- We do not all breathe the same air, galeria neugerriemschneider, Berlín (2021).
- AnarcoAracnoAnacroArcano, Parco Archeologico della Neapolis, Siracusa, comissariat per Paolo Falcone (2021).
- Du Sol au Soleil, Domaine des Etangs, Massignac, comissariat per Rebecca Lamarche-Vadel /2021).
- Event Horizon: Tomás Saraceno a Cisternerne, Copenhaguen (2020).
- Aria, al Palazzo Strozzi, Florència, Itàlia, comissariada per Arturo Galansino (2020)[37]
- Aero(s)cene: When breath becomes air, when atmospheres become the movement for a post fossil fuel era against carbon-capitalist clouds i Spider/Web Pavilion 7, a "Que visquis en un lloc interessant". times", Biennal de Venècia, comissariada per Ralph Rugoff (2019).[38]
- ON AIR, Carte blanche a Tomás Saraceno al Palais de Tokyo, comissariada per Rebecca Lamarche-Vadel (2018-2019).[39]
- In 0rbit, a Kunstsammlung Nordrhein-Westfalen K21, Düsseldorf (2013-2016, 2017- en curs).
- Aerocene, a Solutions COP21, Grand Palais, París (2015)[40][41]
- Arachnid Orchestra. Jam Sessions, al NTU Center for Contemporary Art Singapore (2015).[42][43]
- Cloud Cities, a Hamburger Bahnhof, Berlín (2011–12)[44][45]
- On the Roof: Cloud City, al The Metropolitan Museum of Art, Nova York (2012).[46][47]

La seva obra es troba en moltes col·leccions internacionals.

## Instal·lacions permanents
- 2019, Sundial for Spatial Echoes, Bauhaus Museum Weimar, Weimar, Alemanya.
- 2017, Gravitational Waves, Z33 Kunstencentrum, Genk, Bèlgica.
- 2017, Stillness in Motion - 3 Airborne Self-Assemblies, Singapur.
- 2017, Cloud Cities – Nebulous Thresholds, Rollins College, Florida, USA.
- 2017, On Cosmic Clouds, NYU Abu Dhabi Library, Abu Dhabi, UAE.
- 2016, Cloud Cities: HAT-P-12, Taipei, Taiwan.
- 2016, Caelum Dust, University of South Florida, Tampa, USA.
- 2015, Cloud Cities / Air-Port-City, Domaine du Muy, Parc de sculptures contemporaines, França.
- 2015, Sundial for Spatial Echoes, Aker Brygge, Oslo, Noruega.
- 2008, On clouds (Air-Port-City), Towada Art Center, Towada, Japó.
- 2007, Flying Garden, European Patent Office (EPO) Múnic, Alemanya.

## Col·leccions
L'obra de Saraceno està representada en col·leccions públiques i privades, com ara:
- Miami Art Museum, Miami, FL, EUA.
- Museum für Moderne Kunst, Frankfurt, Alemanya.
- Klassik Stiftung Weimar, Weimar, Alemanya.
- Museum of Modern Art, Nova York, EUA.
- San Francisco Museum of Modern Art, San Francisco, CA, EUA.
- Walker Art Center, Minneapolis, MN, EUA.
- Nationalgalerie, Staatliche Museen zu Berlin, Berlín, Alemanya.
- Bonniers Konsthall, Estocolm, Suècia.
- La Galeria Nacional de Dinamarca, Copenhaguen, Dinamarca.
- Esbjerg Kunstmusem, Esbjerg, Dinamarca.
- Museu d'Art Modern d'Istanbul, Istanbul, Turquia.
- Hamburger Bahnhof – Museum für Gegenwart, Berlín, Alemanya.
- Col·lecció Boros, Berlín, Alemanya.
- La Col·lecció de Juan Vergez, Buenos Aires, Argentina.
- BSI Art Collection, Suïssa.
- Mudam Musée d’Art Moderne Grand-Duc Jean, Luxemburg.
- Collezione La Gaia, Busca, Itàlia.
- Fondazione Pierluigi e Natalina Remotti, Camogli, Itàlia.
- Fondazione Morra Greco, Nàpols, Itàlia.
- Fondazione Edoardo Garrone, Gènova, Itàlia.
- Fundació Luma, Zuric, Suïssa.
- Museu d'Art de Reykjavík, Reykjavík, Islàndia.

## Publicacions
- Saraceno, Tomás. 2020. Aria. Ed. Marsilio Editori.
- Saraceno, Tomás. 2018. Wallpaper Magazine, Guest Editor.
- Saraceno, Tomás with Etienne Turpin and Christine Shaw. 2018. The work of the wind: (Volume I) Land. (Light Breeze – Stillness in Motion) K. Verlag. Berlin.
- Saraceno, Tomás. 2018. Aerographies. Ed. Fosun Foundation.
- Saraceno, Tomás. 2018. Palais 28 ON AIR. Ed. Palais de Tokyo.
- Saraceno, Tomás. 2017. Our Interplanetary Bodies. Ed. Asia Cultural Center.
- Saraceno, Tomás. 2017. How to Entangle the Universe in a Spiderweb. Ed. Pamphlet, Moderno.
- Saraceno, Tomás. 2017. Flying Plaza. Ed. Spector Books, Berlin.
- Saraceno, Tomás. 2017. Aerocene. Ed. SKIRA, Milan.
- Saraceno, Tomás. 2017. Arachnid Orchestra. Jam Sessions. Ed. Ute Meta Bauer. Singapore: NTU Centre for Contemporary Art.
- Saraceno, Tomás. 2017. Notes on Aerocene. Ed. Studio Tomás Saraceno, Aerocene Foundation.
- Saraceno, Tomás. 2017. Aerosolar Journeys. Ed. Schaschl, Sabine, Zechlin, René. Berlin: Walter König.
- Saraceno, Tomás. 2016. Tomás Saraceno. 163,000 Light Years. Monterrey: MARCO, Museo de Arte Contemporáneo de Monterrey.
- Saraceno, Tomás. 2015. Aerocene. Berlin: Studio Tomás Saraceno.
- Saraceno, Tomás, and Mario Codognato. 2015. Tomás Saraceno: Becoming Aerosolar. Vienna: Belvedere.
- Saraceno, Tomás, and Joseph Grima. 2014. Cosmic Jive: The Spider Sessions. Genoa: Asinello Press.
- Saraceno, Tomás, Meredith Malone, Igor Marjanović, Inés Katzenstein, and D. L Weaire. 2014. Tomás Saraceno: Cloud Specific. Chicago: University of Chicago Press.
- Saraceno, Tomás, and Sara Arrhenius. 2011. Tomás Saraceno: 14 Billions (Working Title). Milan: Skira.
- Saraceno, Tomás, Marion Ackermann, Daniel Birnbaum, Udo Kittelmann, and Hans Ulrich Obrist. 2011. Cloud Cities. Berlin: Distanz Verlag.
- Saraceno, Tomás, and Juliane von Herz. 2010. Tomás Saraceno: Cloud Cities/Air-Port-City. Bielefeld: Kerber Verlag.

## Premis
- 2022, Premi Konex de platí pel seu treball en l'última dècada.[48]
- 2019, The Golden Madonnina, The Design Prize - A l'àmbit artístic.[49]
- 2010, 1822 Kunstpreis.[50]
- 2009, Premi Alexander Calder.[51]